# Comptour
Le titre de comptour d'Auvergne, anciennement orthographié comtor (dans les documents en latin), et écrit aussi comtour, désignait les plus puissants barons d'Auvergne, parmi lesquels  :
- Le comptour de Nonette, près d'Issoire, souvent désigné comme le plus ancien, et comme étant à l'origine des autres, avant de disparaître.
- Le comptour d'Apchon, réputé le plus puissant
- Le comtour de Saignes
- Le comtour d'Escorailles
- Le comptour de Dienne (famille de Tournemire)
- Le comtour de Giou
- Le comtour de Valrus, à Cheylade
- Le comptour de Saint Nectaire
- Le comptour d'Aubière.

Quelques autres grands fiefs en Limousin, Rouergue, Velay, et plus anciennement en Catalogne et Roussillon, donnaient aussi le titre de comtor ou comptour parmi lesquels:  
- Le comtor de Terrasson  (Bas-Limousin & Périgord)
- Le comtor de Caboet (comté d'Urgell - Catalogne)
- Le comtor de Lauancia ou Lavansa (comté d'Urgell - Catalogne)
- Le comtor de Nant (Aveyron)

## Époque d'utilisation
Ce titre, utilisé localement, est tombé en désuétude au plus tard au XVIe siècle pour les derniers cas. Il signifiait le pouvoir sur un territoire désigné sous le nom de comptoirie ou comtoirie. Il a été affirmé qu'il désignait initialement le receveur des deniers royaux, mais à l'opposé il apparaît que ces seigneuries étaient en franc-alleu avant le XIIIe siècle, ce qui signifie qu'elles échappaient à la dépendance ou redevance à un seigneur supérieur. 
En Auvergne, ce titre semble être apparu au plus tôt vers la fin du XIe siècle, avec le comtour de Nonette, dont le pouvoir s'étendait d'Issoire à Saint Flour, et dont le territoire s'est ensuite subdivisé en comptoiries, transmettant d'abord le titre aux comptours d'Apchon puis de Saignes.

## Interprétation par les principales sources
Il faut néanmoins rester réservé à ce sujet, car ce schéma est une reconstitution, faute de preuve historique. Selon cette hypothèse développée par Jacques Céron dans son livre, en Auvergne, les comptoiries seraient des subdivisions issues du comté de Nonette, issu de la division au XIe siècle du comté d'Auvergne en quatre comtés (Brioude, Talendes, Nonette et Turluron) et une vicomté (Clermont). Le titre de comptour ou comtour se serait ensuite transmis en perdant son sens originel.
Selon les Mémoires des antiquaires de France, le titre de comtor est apparu à l'époque carolingienne, et désignait un subordonné du comte, qui assistait le comte, et dont le rang était inférieur à celui de vicomte et supérieur à celui de vavasseur, là où l'occitan et la catalan étaient parlés, et existait avant qu'on y utilise les titres de seigneur, baron ou chevalier. Le titre de comtor ou comtoresse était aussi porté par les frères et sœurs puînés du vicomte. Des comtors existaient au XIe siècle en Auvergne, en Limousin, en Rouergue, en Velay ainsi qu'en Roussillon et Catalogne (tels que les comtors de Caboet et les comtors de Lavansa dans le comté d'Urgell). Peu à peu ce titre a été abandonné car sa signification était perdue, mais tant qu'il a été utilisé, il était perçu comme supérieur à celui d'un baron ordinaire.

## Étymologie
Étymologiquement comte dérive du latin comes, et comtor du latin comitor qui signifient tous deux compagnon, mais le second désignant un compagnon d'un niveau inférieur. Ce compagnon du roi, duc, ou ici, comte, était désigné par ce dernier et l'assistait en son conseil.

## Sources
- Danien Martin, L'identité de l'Auvergne  : mythe ou réalité historique. Essai sur une histoire de l'Auvergne des origines à nos jours, éditions Créer, 2002.

- Jacques Céron, 1095, Le clair-obscur : roman de la croisade, éditions Créer, 1995.

- Mémoires des antiquaires de France : 1817-1869, Volume 11 pages 99-125